# Schizostephanus alatus
Schizostephanus alatus är en oleanderväxtart som beskrevs av Ferdinand von Hochstetter och Karl Moritz Schumann. Schizostephanus alatus ingår i släktet Schizostephanus och familjen oleanderväxter. Inga underarter finns listade i Catalogue of Life.